# 카팅카땃쥐
카팅카땃쥐(Crocidura katinka)는 땃쥐과에 속하는 포유류의 일종이다. 이스라엘과 시리아 그리고 팔레스타인에서 기록된 바 있지만, 현재 이스라엘에서는 멸종된 것으로 추정하고 있다. 이란 남서부 지역에도 서식하는 것으로 추정하고 있다.